# Lappböleträsket
Lappböleträsket (finska: Lapinkylänjärvi) är en sjö i Kyrkslätts kommun i Finland.   Den ligger i landskapet Nyland, i den södra delen av landet, 26 km väster om huvudstaden Helsingfors. Lappböleträsket ligger 26 meter över havet. Arean är 1 kvadratkilometer och strandlinjen är 4,4 kilometer lång. Sjön  ingår i Finska vikens kustområde.   I omgivningarna runt Lappböleträsket växer i huvudsak blandskog.